# Rumen Stoyanov
Rumen Stoyanov –en búlgaro, Румен Стоянов– (1971) es un deportista búlgaro que compitió en halterofilia. Ganó una medalla de plata en el Campeonato Europeo de Halterofilia de 1991, en la categoría de 75 kg.

## Palmarés internacional
| Campeonato Europeo | Campeonato Europeo     | Campeonato Europeo | Campeonato Europeo |
| Año                | Lugar                  | Medalla            | Categoría          |
| ------------------ | ---------------------- | ------------------ | ------------------ |
| 1991               | Władysławowo (Polonia) | Medalla de plata   | 75 kg              |